# Метлицкий, Лев Владимирович
Лев Владимирович (Вульфович) Метлицкий (1913—1984) — советский учёный, доктор сельскохозяйственных наук, профессор, Заслуженный деятель науки РСФСР (1977).

## Биография
Родился в 1913 году в Минске. Участник Великой Отечественной войны, с октября 1942 года начальник продовольственного отделения Интендантского отдела 33-й Армии, майор интендантской службы. Награждён орденами Красной Звезды (03.06.1943), Отечественной войны I степени (28.07.1944), Красного Знамени (10.02.1945).
Работал во Всесоюзном институте консервной промышленности, затем в Институте биохимии имени Алексея Николаевича Баха АН СССР, с 1959 года заведующий лабораторией иммунитета растений.
Председатель секции биотехнологии хранения сочного растительного сырья Государственного комитета по науке и технике. Доктор сельскохозяйственных наук (1952), профессор, заслуженный деятель науки РСФСР (1977). Докторская диссертация:
- Основы хранения цитрусовых плодов : диссертация … доктора сельскохозяйственных наук : 06.00.00. — Тбилиси, 1952. — 323 с.

## Научные труды
Автор одного из разделов «Книги о вкусной и здоровой пище» (1974).
Сочинения:
- Товароведение овощей и плодов и продуктов из переработки [Текст] : Допущено Глав. упр. учеб. заведениями Наркомторга СССР в качестве учебника для техникумов сов. торговли / С. Ф. Церевитинов и Л. В. Метлицкий. — Москва : Госторгиздат, 1939 (Центр. типография им. К. Ворошилова). — 444 с. : ил.; 23 см.
- Биохимия на страже урожая [Текст] : биохимические основы хранения картофеля, овощей и плодов / Л. В. Метлицкий. — Москва : Наука, 1965. — 183 с. : ил.; 20 см. — (Научно-популярная серия/ Акад. наук СССР).
- Основы биохимии плодов и овощей [Текст] / Л. В. Метлицкий. — Москва : Экономика, 1976. — 349 с. : ил.; 21 см.
- Фитоиммунитет. Молекулярные механизмы [Текст] : Доложено на тридцать первом ежегодном Баховском чтении 17 марта 1975 г. / Л. В. Метлицкий. — Москва : Наука, 1976. — 51 с. : ил.; 21 см.
- Фитоалексины [Текст] / Л. В. Метлицкий, О. Л. Озерецковская. — Москва : Наука, 1973. — 176 с., 6 л. ил. : ил.; 20 см.
- Цитрусовые плоды [Текст] / Л. В. Метлицкий, д-р с.-х. наук. — Москва : Пищепромиздат, 1955. — 196 с., 3 л. ил. : ил.; 23 см.
- Радиационная обработка пищевых продуктов [Текст] / Л. В. Метлицкий, В. И. Рогачев, В. Г. Хрущев. — Москва : Экономика, 1967. — 159 с. : ил.; 20 см.
- Как растения защищаются от болезней / Л. В. Метлицкий, О. Л. Озерецковская; Отв. ред. И. В. Березин. — Москва : Наука, 1985. — 189 с. : 2 л. ил.; 20 см.
- Как растения защищаются от болезней [Текст] / Л. В. Метлицкий, О. Л. Озерецковская; отв. ред. И. В. Березин. — Изд. 2-е. — Москва : URSS : ЛИБРОКОМ, 2013. — 185, [2] с. : ил.; 21 см; ISBN 978-5-397-03728-0
- Основы биохимии и технология хранения картофеля [Текст] / Л. В. Метлицкий, С. А. Гусев, И. П. Тектониди. — Москва : Колос, 1972. — 207 с. : ил.; 20 см.
- Хранение картофеля в условиях активного вентилирования [Текст] / Л. В. Метлицкий, И. Л. Волкинд ; Под. ред. акад. А. И. Опарина. — Москва : Экономика, 1966. — 93 с. : ил.; 20 см.
- Основы хранения овощей и плодов [Текст] / Б. А. Рубин, Л. В. Метлицкий. — Москва : Изд-во Акад. наук СССР, 1955. — 108 с. : ил.; 20 см. — (Научно-популярная серия. «В помощь сельскому хозяйству»/ Акад. наук СССР).
- Уборка и хранение яблок [Текст] / Л. В. Метлицкий, д-р с.-х. наук, В. М. Цехомская, канд. с.-х. наук. — Москва : Пищепромиздат, 1956. — 127 с. : ил.; 22 см.
- Хранение и простейшая переработка овощей [Текст] / Л. В. Метлицкий, канд. с.-х. наук ; Под ред. проф. Б. А. Рубина. — Москва : [Центросоюз], 1949 (тип. изд-ва «Совет. радио»). — 244 с. : ил.; 20 см.
- Хранение картофеля / С. А. Гусев, Л. В. Метлицкий. — Москва : Колос, 1982. — 221 с. : ил.; 20 см.